# Dunnose
Dunnose är en udde i Storbritannien.   Den ligger i grevskapet Isle of Wight och riksdelen England, i den södra delen av landet, 130 km sydväst om huvudstaden London. Dunnose ligger på ön Isle of Wight.
Terrängen inåt land är huvudsakligen platt, men den allra närmaste omgivningen är kuperad. Havet är nära Dunnose åt sydost.  Närmaste större samhälle är Newport, 13,6 km nordväst om Dunnose. 